# Perdita Weeks
Perdita Rose Annunziata Weeks, más conocida como Perdita Weeks (Cardiff, Gales; 25 de diciembre de 1985), es una actriz británica.

## Biografía
Es hija de Robin Weeks y Susan Wade, su hermana mayor es la actriz Honeysuckle Weeks y su hermano menor el actor Rollo Weeks.
El 4 de octubre de 2012 se casó con el actor Kit Frederiksen con el que tuvo dos hijos gemelos nacidos en 2013.

## Carrera
De pequeña apareció en comerciales televisivos para "McVities Biscuits" junto a Jane Asher.
En 1996 obtuvo un pequeño papel en la película Hamlet que contó con la participación de importantes actores como Judi Dench, Gérard Depardieu y Derek Jacobi.
En el 2000 interpretó a Lady Jane Grey en la película The Prince and the Pauper.
En el 2003 apareció como invitada en un episodio de la serie Midsomer Murders donde interpretó a una de las hijas de la psiquiatra, asesinas que cometen los crímenes del episodio Death and dreams, de un crimen, Hannah Moore.
En el 2006 Perdita interpretó a Beatrix Potter de joven a los 18 años en la película Miss Potter, sin embargo las partes en las que aparecía fueron retiradas de la película.
En el 2007 apareció como personaje invitado en varios episodios de la serie The Tudors donde interpretó a Mary Boleyn, la hermana de la Reina Anne Boleyn (Natalie Dormer).
En el 2011 se unió al elenco secundario de la miniserie Great Expectations donde interpretó a Clara Barley-Pocket, el interés romántico de Herbert Pocket (Harry Lloyd).
En el 2012 interpretó a Lady Georgiana Grex, la hija del conde Hugh (Linus Roache) y la condesa Louisa de Manto (Geraldine Somerville) en la miniserie Titanic.
En el 2014 apareció en la película As Above, So Below como Scarlett Marlowe, una joven estudiante que decide continuar con la búsqueda de su padre sobre la piedra filosofal en las catacumbas de París (Francia).
Ese mismo año apareció en la miniserie The Great Fire donde dio vida a Elizabeth Pepys, la esposa de Samuel Pepys (Daniel Mays).
En el 2015 apareció como invitada en un episodio de la serie The Musketeers donde dio vida a Sophia Martínez, una asesina profesional que se hace pasar por la princesa Louise, la prima del rey Louis (Ryan Gage), sin embargo los mosqueteros descubren la verdad sobre Sophia y la atrapan.
Del 2018 - 2021 es coprotagonista del remake de la serie de los 80 Magnum P.I. protagonizada originalmente por el afamado Tom Selleck. En esta versión, Weeks interpreta a Juliet Higgins, exagente del MI6 y ahora mayordomo de las propiedades de Robin Masters. En la versión original, su papel fue interpretado por John Hillerman, quien falleció en 2017.

## Filmografía[2]

### Series de televisión
| Año         | Serie                | Personaje           | Notas                            |
| ----------- | -------------------- | ------------------- | -------------------------------- |
| 2018-2024   | Magum P.I.           | Juliette Higgins    | Serie de TV                      |
| 2017        | Grantchester         | Charlotte Reilly    | Serie de TV                      |
| 2016        | Penny Dreadful       | Catriona Hartdegen  | Serie de TV                      |
| 2015        | The Musketeers       | Sophia Martínez     | episodio # 2.7                   |
| 2014        | The Great Fire       | Elizabeth Pepys     | 4 episodios - miniserie          |
| 2013        | Flight of the Storks | Sarah Gabbor        | 2 episodios - miniserie          |
| 2012        | Titanic              | Lady Georgiana Grex | 4 episodios - miniserie          |
| 2011        | Great Expectations   | Clara Pocket        | 2 episodios                      |
| 2011        | The Promise          | Eliza Meyer         | 4 episodios - miniserie          |
| 2008 - 2009 | Four Seasons         | Imogen Combe        | 4 episodios - miniserie          |
| 2009        | Lewis                | Kitten              | episodio "Counter Culture Blues" |
| 2008        | Lost in Austen       | Lydia Bennet        | 4 episodios - miniserie          |
| 2007, 2008  | The Tudors           | Mary Boleyn         | 6 episodios                      |
| 2003        | Midsomer Murders     | Hannah Moore        | episodio "Death and Dreams"      |
| 2002        | Stig of the Dump     | Lou                 | 5 episodios                      |
| 1997        | Rag Nymph            | Joven Millie        | 2 episodios - miniserie          |
| 1995        | Ghosts               | Dottie              | episodio "Shadowy Third"         |
| 1993        | Goggle Eyes          | Sin confirmar       | miniserie                        |

### Películas
| Año  | Título                                            | Personaje          | Notas                                                                                   |
| ---- | ------------------------------------------------- | ------------------ | --------------------------------------------------------------------------------------- |
| 2014 | As Above, So Below                                | Scarlett Marlowe   | junto a Ben Feldman, Edwin Hodge, François Civil, Marion Lambert & Ali Marhyar          |
| 2013 | The Invisible Woman                               | Maria Ternan       | junto a Kristin Scott Thomas, Ralph Fiennes, Richard McCabe, Tom Burke & Felicity Jones |
| 2010 | Prowl                                             | Fiona              | junto a Courtney Hope, Ruta Gedmintas, Joshua Bowman, Bruce Payne & Jamie Blackley      |
| 2009 | Junction                                          | -                  | junto a Wayne Kaplan, Louise Lee, Justin Marosa, Laura Meakin & Darren Raymond          |
| 2004 | Sherlock Holmes and the Case of the Silk Stocking | Roberta Massingham | junto a Rupert Everett, Ian Hart, Jonathan Hyde, Helen McCrory & Michael Fassbender     |
| 2000 | The Prince and the Pauper                         | Lady Jane Grey     | junto a Aidan Quinn, Alan Bates, Jonathan Hyde, Jonathan Timmins & Robert Timmins       |
| 1997 | Spice World                                       | Evie               | junto a Melanie Brown, Emma Bunton, Melanie Chisholm, Geri Halliwell & Victoria Beckham |
| 1996 | Hamlet                                            | Segunda Jugadora   | junto a Judi Dench, Gérard Depardieu, Julie Christie, Billy Crystal & Kenneth Branagh   |
| 1996 | El último viaje de Robert Rylands                 | Sue                | junto a Kenneth Colley, Karl Collins, Ben Cross, William Franklyn & Gary Piquer         |
| 1996 | The Cold Light of Day                             | Anna Tatour        | junto a Richard E. Grant, Lynsey Baxter, Thom Hoffman & Simon Cadell                    |
| 1995 | Loving                                            | Moira              | junto a Mark Rylance, Georgina Cates, Lucy Cohu, Danny Dyer & Gabrielle Lloyd           |

2018 ready player one kira/karen underwood morrow Steven Spielberg

### Teatro
| Año | Título            | Personaje |
| --- | ----------------- | --------- |
| -   | The Winter's Tale | Princesa  |